# کلید خانه

کلید خانه در بالای کلید پایان (این در حالیست که در صفحه کلیدهای فشرده و لپ تاپ ها بسته به مدل‌های مختلف ممکن است مکان قرارگیری این کلید متفاوت باشد.)

کلید خانه (به انگلیسی: Home key) یکی از کلیدهای صفحه کلید برای انتقال یک محیط گرافیکی به ابتدای صفحه است. در اغلب موارد دارای عملکردی مخالف با کلید پایان می‌باشد.

## محیط غیرگرافیکی
در صورتی که در ویندوز یا توزیع های لینوکس، یک فیلد متنی قابل ویرایش دارای فوکس (آماده دریافت ورودی متنی و تایپ کردن) باشد فشردن این کلید باعث می‌شود مکان‌نما به ابتدای خط جاری منتقل شود در حالیکه استفاده از کلید پایان باعث انتقال مکان‌نما به انتهای خط خواهد شد.

## محیط گرافیکی
در محیط‌های گرافیکی در صورتی که ارتفاع صفحه گسترده باشد در صورتی که صفحه دارای اسکرول باشد می توان با کلید خانه به ابتدای صفحه رفت.